# Man of War
«Man of War» és una cançó de la banda de rock britànica Radiohead, publicada en format de descàrrega digital el 22 de juny de 2017 com a segon senzill del rellançament de l'àlbum OK Computer, anomenat OK Computer OKNOTOK 1997 2017.
Van compondre la cançó durant les sessions d'enregistrament del seu segon àlbum, The Bends (1995), i la van interpretar durant la gira d'aquest treball. Van tornar a treballar la cançó per la gravació de OK Computer (1997), però finalment no va entrar en l'àlbum i es va mantenir amagada. Radiohead va enregistrar una versió d'aquest tema el març de 1998 als Abbey Road Studios per la pel·lícula Els venjadors (1998), però el resultat final no fou satisfactori per la banda. També havien intentat que formés part de la banda sonora de Spectre (2015), de la saga de James Bond, però fou rebutjada per no ser escrita expressament per la pel·lícula.
Imatges d'aquestes sessions de gravació van aparèixer en el documental Meeting People Is Easy (1998). El videoclip de la cançó fou dirigit per Colin Read.

## Llista de cançons
| Núm. | Títol        | Durada |
| ---- | ------------ | ------ |
| 1.   | «Man of War» | 4:29   |